# Louis Morneau
Louis Morneau (geboren in Hartford, Connecticut) ist ein Filmregisseur. Er dreht vor allem B-Filme.

## Leben
Er besuchte das Emerson College in Boston. Während dieser Zeit arbeitete er nebenbei als Regisseur für Musikvideos lokaler Bands.
Während des Besuchs Emerson College in Boston, begann er Regie Musikvideos für lokale Bands und gewann bereits im Alter von 20 zwei MTV Music Video Awards. Seine ersten Erfahrungen im Filmgeschäft sammelte er als Second unit Director zu Beginn der 1990er Jahre. Sein Regiedebüt gab er 1991 mit dem Actionfilm Crackdown – Tödlicher Auftrag. 1995 verfasste er sein erstes Drehbuch für den Fernsehfilm Hellfire. 1996 drehte er zusammen mit Michael Dudikoff den Actionfilm Soldier Boyz.
1997 drehte er Retroactive. Für diesen Film erhielt Morneau mehrere Auszeichnungen, unter anderem 1998 den Großen Preises für den besten Film im Fantasy-Wettbewerb des internationalen Filmfestivals Fantasporto. Zwei Jahre später folgte Made Men. Im gleichen Jahr inszenierte er den Horrorfilm Bats – Fliegende Teufel. 2003 erschien Hitcher Returns. Im Jahre 2008 inszenierte er Joy Ride 2: Dead Ahead.
Im Sommer 2011 wurde bestätigt, dass er die Regie in einem Remake des Films Wolfman übernehmen wird. Die Hauptrollen des Films werden Steven Bauer, Stephen Rea und Ed Quinn übernehmen. Mit den Dreharbeiten soll noch im Jahr 2011 begonnen werden. 2012 wurde der Film als Werwolf – Das Grauen lebt unter uns direkt auf DVD veröffentlicht.

## Filmografie
- 1990: Full Fathom Five (Regieassistent)
- 1990: Watchers II – Augen des Terrors (Regieassistent)
- 1991: Crackdown – Tödlicher Auftrag (Regisseur)
- 1991: Kiss Me a Killer – Tödliche Begierde (Regieassistent)
- 1992: Earthquake – Inferno des Wahnsinns (Regisseur, Produzent)
- 1992: Final Judgement – Henker im Messgewand (Regisseur)
- 1993: The Skateboard Kid (Regieassistent)
- 1995: Carnosaurus – Attack of the Raptors (Regisseur)
- 1995: Soldier Boyz (Regisseur)
- 1995: Hellfire (Drehbuchautor)
- 1996: Die Frau, die zuviel wusste (Regieassistent)
- 1997: Retroactive – Gefangene der Zeit (Regisseur, Soundtrack)
- 1999: Made Men (Regisseur)
- 1999: Bats – Fliegende Teufel (Regisseur)
- 2003: Hitcher Returns (Regisseur)
- 2004: Bet Your Life (Regisseur, Drehbuchautor)
- 2005: Slipstream – Im Schatten der Zeit (Drehbuchautor)
- 2008: Joy Ride 2: Dead Ahead (Regisseur)
- 2012: Werwolf – Das Grauen lebt unter uns Werewolf: The Beast Among Us (Regisseur)